# Streptocarpus hirtinervis
Streptocarpus hirtinervis är en tvåhjärtbladig växtart som beskrevs av Charles Baron Clarke. Streptocarpus hirtinervis ingår i släktet Streptocarpus och familjen Gesneriaceae. Inga underarter finns listade i Catalogue of Life.